# Deep Passion
Deep Passion è un album raccolta di Oscar Pettiford, pubblicato dalla GRP/Impulse! Records nel 1994.

## Tracce
1. Nica's Tempo – 3:50 (Gigi Gryce) – Registrato l'11 giugno 1956 a New York
2. Deep Passion – 3:44 (Lucky Thompson) – Registrato l'11 giugno 1956 a New York
3. Smoke Signal – 4:18 (Gigi Gryce) – Registrato il 12 giugno 1956 a New York
4. Sunrise Sunset – 4:00 (Oscar Pettiford) – Registrato il 12 giugno 1956 a New York
5. Not so Sleepy – 4:55 (Mat Mathews) – Registrato il 12 giugno 1956 a New York
6. Perdido – 4:05 (Ervin Drake, H.J. Lengsfelder, Juan Tizol) – Registrato il 12 giugno 1956 a New York
7. Speculation – 4:08 (Horace Silver) – Registrato il 19 giugno 1956 a New York
8. Two French Fries – 2:52 (Gigi Gryce) – Registrato il 19 giugno 1956 a New York
9. The Pendulum at Falcon's Lair – 3:03 (Oscar Pettiford) – Registrato il 19 giugno 1956 a New York
10. The Gentle Art of Love – 3:38 (Oscar Pettiford) – Registrato il 19 giugno 1956 a New York
11. Now See How You Are – 5:14 (Woody Harris, Oscar Pettiford) – Registrato il 23 agosto 1957 a New York
12. I Remember Clifford – 4:45 (Benny Golson) – Registrato il 23 agosto 1957 a New York
13. Aw! Come On – 3:57 (Oscar Pettiford) – Registrato il 23 agosto 1957 a New York
14. Somewhere – 4:03 (Leonard Bernstein, Ray Copeland) – Registrato il 30 agosto 1957 a New York
15. Laura – 3:44 (Johnny Mercer, David Raksin) – Registrato il 30 agosto 1957 a New York
16. Little Niles – 4:44 (Randy Weston) – Registrato il 6 settembre 1957 a New York
17. Seabreeze – 2:57 (Larry Douglas) – Registrato il 6 settembre 1957 a New York

## Musicisti
Brani 1 e 2 (The Oscar Pettiford Orchestra)
- Oscar Pettiford - contrabbasso, violoncello, leader
- Ernie Royal - tromba
- Art Farmer - tromba
- Jimmy Cleveland - trombone
- Julius Watkins - corno francese
- David Amram - corno francese
- Gigi Gryce - sassofono alto
- Gigi Gryce - arrangiamenti (solo brano: 1)
- Lucky Thompson - sassofono tenore
- Lucky Thompson - arrangiamenti (solo brano: 2)
- Jerome Richardson - sassofono tenore, flauto
- Danny Bank - sassofono baritono
- Tommy Flanagan - pianoforte
- Osie Johnson - batteria

Brani 3, 4, 5 e 6 (The Oscar Pettiford Orchestra)
- Oscar Pettiford - contrabbasso, violoncello
- Oscar Pettiford - conduttore musicale (solo brano: 3)
- Ernie Royal - tromba
- Art Farmer - tromba
- Jimmy Cleveland - trombone
- Julius Watkins - corno francese
- David Amram - corno francese
- Gigi Gryce - sassofono alto
- Gigi Gryce - arrangiamenti (brani: 3, 4 e 5)
- Lucky Thompson - sassofono tenore
- Lucky Thompson - arrangiamenti (solo brano: 6)
- Jerome Richardson - sassofono tenore, flauto
- Danny Bank - sassofono baritono
- Tommy Flanagan - pianoforte
- Whitey Mitchell - contrabbasso (solo nel brano: 3)
- Osie Johnson - batteria
- Janet Putnam - arpa (brani: 3, 4, 5 e 7)

Brani 7, 8, 9 e 10 (The Oscar Pettiford Orchestra)
- Oscar Pettiford - contrabbasso, violoncello
- Ernie Royal - tromba
- Art Farmer - tromba
- Jimmy Cleveland - trombone
- Julius Watkins - corno francese
- David Amran - corno francese
- Gigi Gryce - sassofono alto
- Gigi Gryce - arrangiamenti  (brani: 7, 8 e 9)
- Lucky Thompson - sassofono tenore
- Lucky Thompson - arrangiamenti (solo brano: 10)
- Jerome Richardson - sassofono tenore, flauto
- David Kurtzer - sassofono baritono
- Tommy Flanagan - pianoforte
- Osie Johnson - batteria
- Janet Putnam - arpa (brani: 9 e 10)[2]

Brani 11, 12 e 13 (The Oscar Pettiford Orchestra)
- Oscar Pettiford - contrabbasso, violoncello
- Ray Copeland - tromba
- Art Farmer - tromba
- Al Grey - trombone
- Julius Watkins - corno francese
- David Amram - corno francese
- Gigi Gryce - sassofono alto, arrangiamenti
- Benny Golson - sassofono tenore, arrangiamenti
- Jerome Richardson - sassofono tenore, flauto
- Sahib Shihab - sassofono baritono
- Dick Katz - pianoforte
- Gus Johnson - batteria
- Betty Glamann - arpa (solo nel brano: 12)

Brani 14 e 15 (The Oscar Pettiford Orchestra)
- Oscar Pettiford - contrabbasso, violoncello
- Ray Copeland - tromba
- Art Farmer - tromba
- Al Grey - trombone
- Julius Watkins - corno francese
- David Amram - corno francese
- Gigi Gryce - sassofono alto, arrangiamenti
- Benny Golson - sassofono tenore, arrangiamenti
- Jerome Richardson - sassofono tenore, flauto
- Sahib Shihab - sassofono baritono
- Dick Katz - pianoforte
- Gus Johnson - batteria
- Betty Glamann - arpa (solo nel brano: 15)

Brani 16 e 17 (The Oscar Pettiford Orchestra)
- Oscar Pettiford - contrabbasso, violoncello
- Ray Copeland - tromba
- Kenny Dorham - tromba
- Al Grey - trombone
- Julius Watkins - corno francese
- David Amram - corno francese
- Gigi Gryce - sassofono alto, arrangiamenti
- Benny Golson - sassofono tenore, arrangiamenti
- Jerome Richardson - sassofono tenore, flauto
- Sahib Shihab - sassofono baritono
- Dick Katz - pianoforte
- Gus Johnson - batteria
- Betty Glamann - arpa[3]